# Łeba Park
Łeba Park - Park Dinozaurów je zábavní park, který se nachází ve vesnici Nowęcin, jižně od města Łeba v gmině Wicko v okrese Lębork v Pomořském vojvodství v severním Polsku.

## Další informace
Kromě expozice dinosaurů a jiných pravěkých zvířat ve skutečné velikosti, park nabízí také další atrakce, např. minizoo, střelnice, lodičky, ruské kolo, kolotoče, houpačky, vodní sjezdovky, 3D kino, strašidelný hrad, minigolf, bludiště, expozice minerálů, edukační stezky, dětské vláčky, rybolov, restaurace, obchody aj. Park je vhodný pro rodiny s dětmi. Vstup je zpoplatněn.

## Galerie

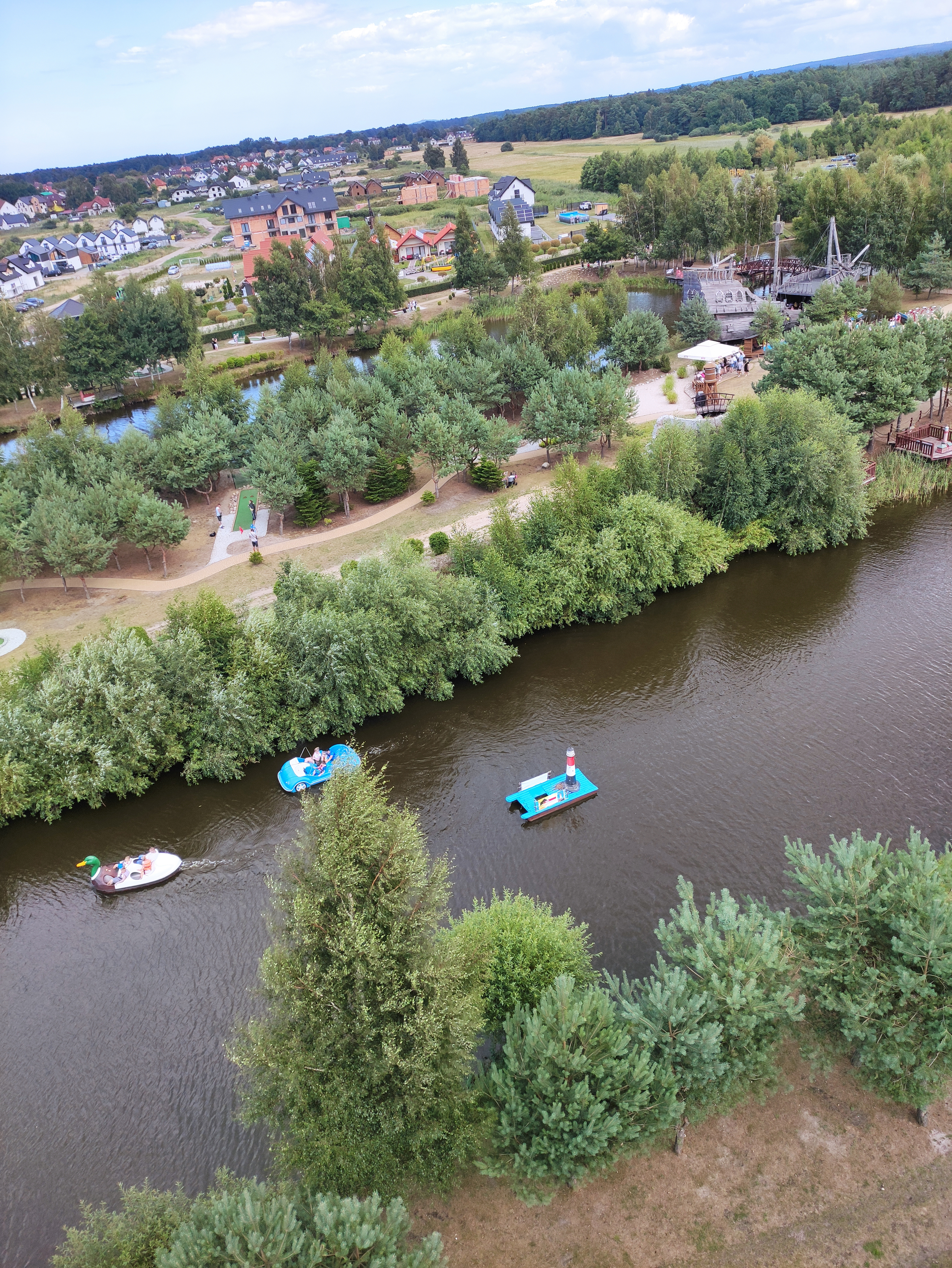
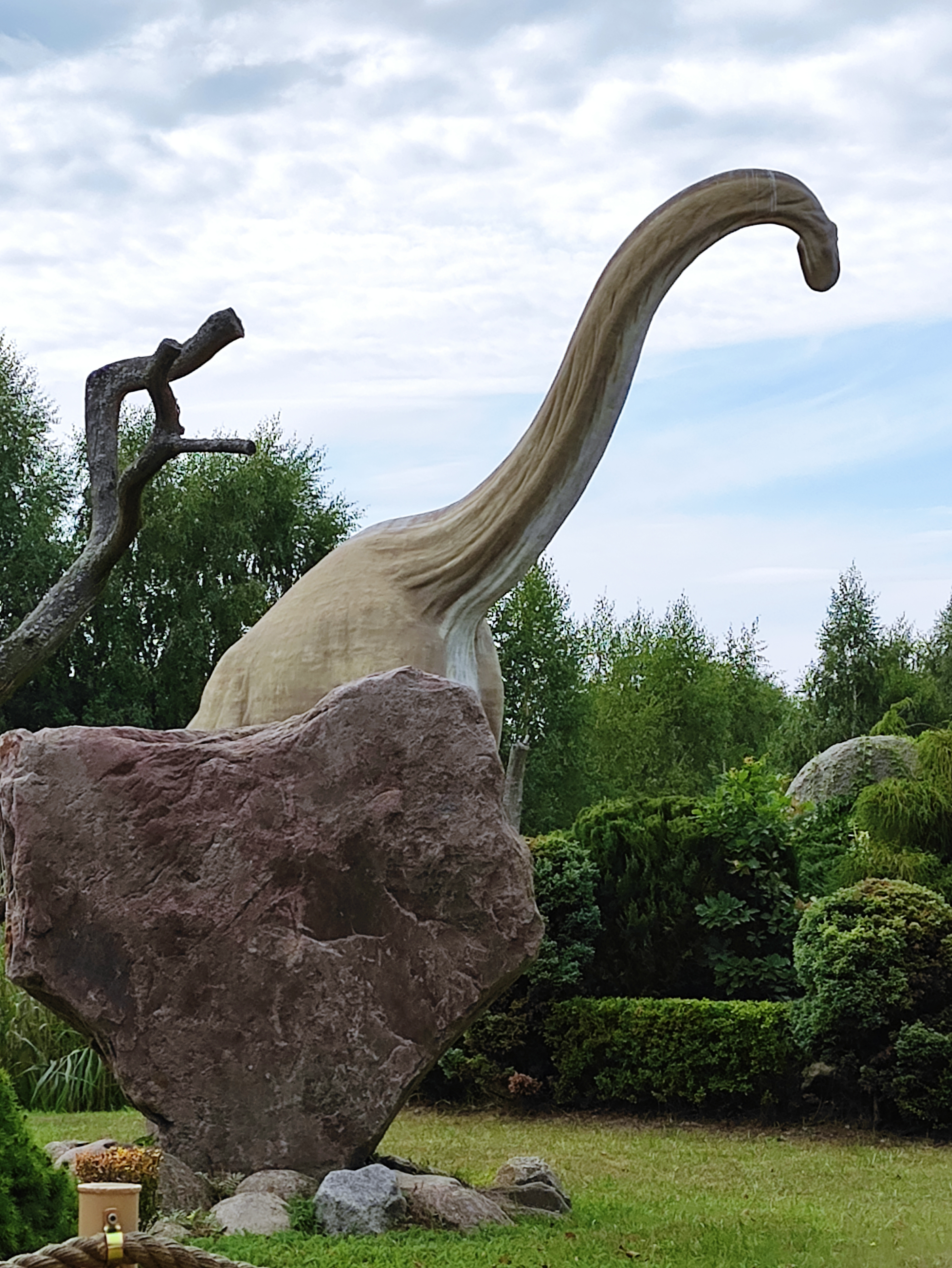
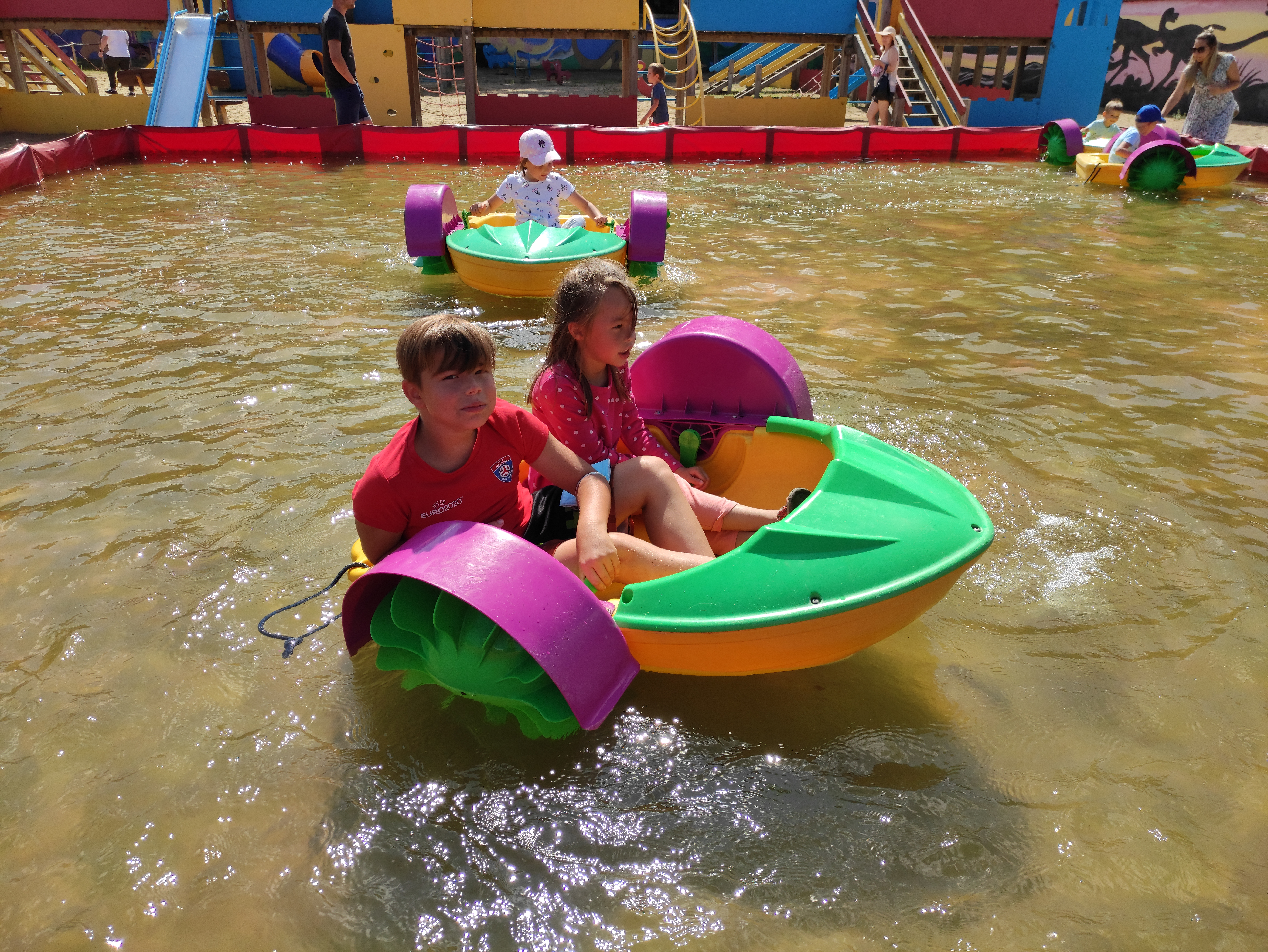